# دیباچه
دیباجه یا دیباچه (به انگلیسی: Prologue و Prolog، به فرانسوی: Prologue، از یونانی: πρόλογος) نوشته‌ای در ابتدای داستان یا نمایش که معمولاً برای شروع حکایت و جلب توجه خواننده نگاشته می‌شود. نقطهٔ مقابل دیباچه، مؤخره است؛ بخشی در پایان داستان یا نمایش که اثر را به پایان می‌رساند. معمولاً در مؤخره نویسنده به‌طور مستقیم با خواننده سخن می‌گوید.

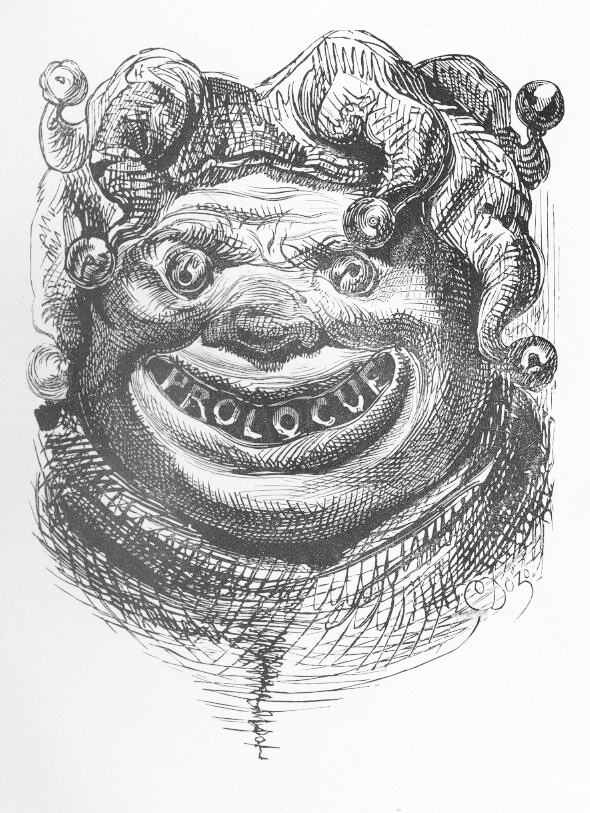
پرولوگ اثر: گوستاو دوره